# Andrea Bocelli/Diskografie
Diese Diskografie ist eine Übersicht über die musikalischen Werke des italienischen Tenors Andrea Bocelli. Den Quellenangaben zufolge hat er bisher mehr als 80 Millionen Tonträger verkauft, wovon er alleine in Deutschland bis heute über 6,2 Millionen Tonträger verkauft hat und somit zu den Interpreten mit den meisten verkauften Tonträgern in Deutschland gehört. Seine erfolgreichste Veröffentlichung ist das Album Romanza mit über 20 Millionen verkauften Einheiten.

## Alben

### Studioalben
| Jahr | Titel Musiklabel                                        | Höchstplatzierung, Gesamtwochen, AuszeichnungChartplatzierungen (Jahr, Titel, Musiklabel, Platzierungen, Wochen, Auszeichnungen, Anmerkungen) | Höchstplatzierung, Gesamtwochen, AuszeichnungChartplatzierungen (Jahr, Titel, Musiklabel, Platzierungen, Wochen, Auszeichnungen, Anmerkungen) | Höchstplatzierung, Gesamtwochen, AuszeichnungChartplatzierungen (Jahr, Titel, Musiklabel, Platzierungen, Wochen, Auszeichnungen, Anmerkungen) | Höchstplatzierung, Gesamtwochen, AuszeichnungChartplatzierungen (Jahr, Titel, Musiklabel, Platzierungen, Wochen, Auszeichnungen, Anmerkungen) | Höchstplatzierung, Gesamtwochen, AuszeichnungChartplatzierungen (Jahr, Titel, Musiklabel, Platzierungen, Wochen, Auszeichnungen, Anmerkungen) | Höchstplatzierung, Gesamtwochen, AuszeichnungChartplatzierungen (Jahr, Titel, Musiklabel, Platzierungen, Wochen, Auszeichnungen, Anmerkungen) | Anmerkungen                                                  |
| Jahr | Titel Musiklabel                                        | DE | AT | CH | UK | US | IT | Anmerkungen                                                  |
| ---- | ------------------------------------------------------- | --- | --- | --- | --- | --- | --- | ------------------------------------------------------------ |
| 1994 | Il Mare Calmo della Sera Insieme (Polydor)              | DE40 (20 Wo.)DE | AT33 (12 Wo.)AT | — | — | — | — | Erstveröffentlichung: 18. April 1994 Verkäufe: + 100.000     |
| 1995 | Bocelli Insieme (Polydor)                               | DE1 ×4Vierfachplatin · (98 Wo.)DE | AT3 Platin · (38 Wo.)AT | CH1 ×4Vierfachplatin · (43 Wo.)CH | — | — | — | Erstveröffentlichung: 24. Februar 1995 Verkäufe: + 3.000.000 |
| 1995 | Viaggio Italiano Insieme (Polydor)                      | DE15 Gold · (28 Wo.)DE | AT19 (16 Wo.)AT | CH17 Gold · (7 Wo.)CH | UK24 Platin · (10 Wo.)UK | US153 Gold · (21 Wo.)US | — | Erstveröffentlichung: 1995 Verkäufe: + 1.737.500             |
| 1998 | Aria: The Opera Album Philips (Polygram)                | DE6 Gold · (20 Wo.)DE | AT5 Gold · (15 Wo.)AT | CH5 Gold · (12 Wo.)CH | UK33 Gold · (5 Wo.)UK | US59 Platin · (69 Wo.)US | — | Erstveröffentlichung: 23. März 1998 Verkäufe: + 1.897.500    |
| 1999 | Sogno auch bekannt als: Sueno Insieme (Polydor)         | DE6 Gold · (33 Wo.)DE | AT3 Gold · (21 Wo.)AT | CH1 ×2Doppelplatin · (31 Wo.)CH | UK4 Platin · (42 Wo.)UK | US4 ×2Doppelplatin · (72 Wo.)US | IT1 (… Wo.)IT | Erstveröffentlichung: 19. März 1999 Verkäufe: + 10.000.000   |
| 1999 | Arie Sacre auch bekannt als: Sacred Arias Insieme (UMG) | DE3 (11 Wo.)DE | AT2 Gold · (12 Wo.)AT | CH2 Platin · (16 Wo.)CH | UK20 Platin · (12 Wo.)UK | US22 Platin · (30 Wo.)US | IT1 (… Wo.)IT | Erstveröffentlichung: 9. November 1999 Verkäufe: + 2.300.000 |
| 2000 | Verdi Insieme (UMG)                                     | DE22 (18 Wo.)DE | AT8 (10 Wo.)AT | CH18 Gold · (21 Wo.)CH | UK17 Gold · (10 Wo.)UK | US23 Gold · (23 Wo.)US | IT2 (… Wo.)IT | Erstveröffentlichung: 11. September 2000 Verkäufe: + 837.500 |
| 2001 | Cieli di Toscana Sugar Music (UMG)                      | DE3 Gold · (20 Wo.)DE | AT4 Gold · (17 Wo.)AT | CH8 Platin · (15 Wo.)CH | UK3 Platin · (16 Wo.)UK | US11 Platin · (39 Wo.)US | IT4 (22 Wo.)IT | Erstveröffentlichung: 15. Oktober 2001 Verkäufe: + 2.404.198 |
| 2002 | Sentimento Sugar Music (UMG)                            | — | AT14 (11 Wo.)AT | CH22 Gold · (10 Wo.)CH | UK58 Platin · (2 Wo.)UK | US12 Platin · (20 Wo.)US | IT11 (14 Wo.)IT | Erstveröffentlichung: 4. November 2002 Verkäufe: + 2.185.000 |
| 2004 | Andrea Sugar Music (UMG)                                | DE41 (12 Wo.)DE | AT19 (14 Wo.)AT | CH12 (16 Wo.)CH | UK19 Gold · (7 Wo.)UK | US16 Platin · (22 Wo.)US | IT19 (23 Wo.)IT | Erstveröffentlichung: 1. November 2004 Verkäufe: + 1.362.500 |
| 2006 | Amore auch bekannt als: Amor Sugar Music (UMG)          | DE23 (13 Wo.)DE | AT4 Gold · (15 Wo.)AT | CH8 Gold · (16 Wo.)CH | UK4 Platin · (14 Wo.)UK | US3 ×2Platin (Amore) + Doppelplatin (Amor, Latin) · (59 Wo.)US                                                                                | IT2 (49 Wo.)IT | Erstveröffentlichung: 8. Februar 2006 Verkäufe: + 3.002.500  |
| 2008 | Incanto Sugar Music (UMG)                               | DE56 (4 Wo.)DE | AT40 (6 Wo.)AT | CH40 (11 Wo.)CH | UK12 Gold · (8 Wo.)UK | US8 (22 Wo.)US | IT5 (28 Wo.)IT | Erstveröffentlichung: 24. Oktober 2008 Verkäufe: + 275.849   |
| 2011 | Notte Illuminata Sugar Music (UMG)                      | — | — | — | — | — | — | Erstveröffentlichung: 8. Februar 2011 digitales Album        |
| 2013 | Passione Sugar Music (UMG)                              | DE40 (7 Wo.)DE | AT11 (6 Wo.)AT | CH35 (9 Wo.)CH | UK7 Silber · (9 Wo.)UK | US2 Gold · (21 Wo.)US | IT3 Gold · (29 Wo.)IT | Erstveröffentlichung: 25. Januar 2013 Verkäufe: + 655.500    |
| 2015 | Cinema Sugar Music (UMG)                                | DE60 (3 Wo.)DE | AT45 (4 Wo.)AT | CH33 (4 Wo.)CH | UK3 Gold · (15 Wo.)UK | US10 (10 Wo.)US | IT4 Gold · (29 Wo.)IT | Erstveröffentlichung: 23. Oktober 2015 Verkäufe: + 256.000   |
| 2018 | Sì auch bekannt als: Sì Forever Sugar Music (UMG)       | DE10 (16 Wo.)DE | AT10 (11 Wo.)AT | CH10 (17 Wo.)CH | UK1 Gold · (24 Wo.)UK | US1 (10 Wo.)US | IT6 Gold · (25 Wo.)IT | Erstveröffentlichung: 26. Oktober 2018 Verkäufe: + 165.000   |
| 2020 | Believe Sugar Music (UMG)                               | DE39 (7 Wo.)DE | AT27 (6 Wo.)AT | CH49 (9 Wo.)CH | UK3 (7 Wo.)UK | US26 (6 Wo.)US | IT12 (7 Wo.)IT | Erstveröffentlichung: 13. November 2020 Verkäufe: + 20.000   |

### Gemeinschaftsalben
- 1997: A Hymn for the World (Cecilia Bartoli, Andrea Bocelli & Myung-Whun Chung)
- 1998: Voices from Heaven (Cecilia Bartoli, Andrea Bocelli & Bryn Terfel; Verkäufe: + 7.500)
- 2001: Requiem (Renée Fleming, Olga Borodina, Andrea Bocelli & Ildebrando D’Arcangelo)
- 2003: Pavarotti Hits & More (Luciano Pavarotti, Cecilia Bartoli, Andrea Bocelli & Frank Sinatra)
- 2010: Carmen – Duets & Arias (Andrea Bocelli, Marina Domashenko, Eva Mei & Bryn Terfel)

### Livealben
| Jahr | Titel             | Höchstplatzierung, Gesamtwochen, AuszeichnungChartplatzierungen (Jahr, Titel, Platzierungen, Wochen, Auszeichnungen, Anmerkungen) | Höchstplatzierung, Gesamtwochen, AuszeichnungChartplatzierungen (Jahr, Titel, Platzierungen, Wochen, Auszeichnungen, Anmerkungen) | Höchstplatzierung, Gesamtwochen, AuszeichnungChartplatzierungen (Jahr, Titel, Platzierungen, Wochen, Auszeichnungen, Anmerkungen) | Höchstplatzierung, Gesamtwochen, AuszeichnungChartplatzierungen (Jahr, Titel, Platzierungen, Wochen, Auszeichnungen, Anmerkungen) | Höchstplatzierung, Gesamtwochen, AuszeichnungChartplatzierungen (Jahr, Titel, Platzierungen, Wochen, Auszeichnungen, Anmerkungen) | Höchstplatzierung, Gesamtwochen, AuszeichnungChartplatzierungen (Jahr, Titel, Platzierungen, Wochen, Auszeichnungen, Anmerkungen) | Anmerkungen                                                |
| Jahr | Titel             | DE | AT | CH | UK | US | IT | Anmerkungen                                                |
| ---- | ----------------- | --- | --- | --- | --- | --- | --- | ---------------------------------------------------------- |
| 2013 | Love in Portofino | — | — | — | UK5 Silber · (9 Wo.)UK | US40 (7 Wo.)US | IT11 (17 Wo.)IT | Erstveröffentlichung: 25. Oktober 2013 Verkäufe: + 101.000 |

Weitere Livealben
- 2006: Under the Desert Sky
- 2008: Vivere – Live in Tuscany
- 2011: Concerto: One Night in Central Park (Verkäufe: + 1.300.000)

### Kompilationen
| Jahr | Titel                                                                            | Höchstplatzierung, Gesamtwochen, AuszeichnungChartplatzierungen (Jahr, Titel, Platzierungen, Wochen, Auszeichnungen, Anmerkungen) | Höchstplatzierung, Gesamtwochen, AuszeichnungChartplatzierungen (Jahr, Titel, Platzierungen, Wochen, Auszeichnungen, Anmerkungen) | Höchstplatzierung, Gesamtwochen, AuszeichnungChartplatzierungen (Jahr, Titel, Platzierungen, Wochen, Auszeichnungen, Anmerkungen) | Höchstplatzierung, Gesamtwochen, AuszeichnungChartplatzierungen (Jahr, Titel, Platzierungen, Wochen, Auszeichnungen, Anmerkungen) | Höchstplatzierung, Gesamtwochen, AuszeichnungChartplatzierungen (Jahr, Titel, Platzierungen, Wochen, Auszeichnungen, Anmerkungen) | Höchstplatzierung, Gesamtwochen, AuszeichnungChartplatzierungen (Jahr, Titel, Platzierungen, Wochen, Auszeichnungen, Anmerkungen) | Anmerkungen                                                  |
| Jahr | Titel                                                                            | DE | AT | CH | UK | US | IT | Anmerkungen                                                  |
| ---- | -------------------------------------------------------------------------------- | --- | --- | --- | --- | --- | --- | ------------------------------------------------------------ |
| 1997 | Romanza                                                                          | DE2 Platin · (68 Wo.)DE | AT1 Platin · (43 Wo.)AT | CH1 ×7Siebenfachplatin · (68 Wo.)CH                                                                                               | UK6 Platin · (34 Wo.)UK | US35 ×3Dreifachplatin · (91 Wo.)US                                                                                                | IT75 (8 Wo.)IT | Erstveröffentlichung: 24. März 1997 Verkäufe: + 20.000.000   |
| 2007 | The Best of Andrea Bocelli – Vivere auch bekannt als: Lo Mejor de Andrea Bocelli | DE28 Gold · (4 Wo.)DE | AT13 Gold · (14 Wo.)AT | CH15 Gold · (13 Wo.)CH | UK4 ×3Dreifachplatin · (25 Wo.)UK                                                                                                 | US9 Platin (Vivere) + Platin (Lo Mejor de, Latin) · (17 Wo.)US                                                                    | IT2 Gold · (19 Wo.)IT | Erstveröffentlichung: 19. Oktober 2007 Verkäufe: + 2.687.774 |
| 2012 | Opera                                                                            | — | — | — | UK10 Gold · (10 Wo.)UK | — | — | Erstveröffentlichung: 5. November 2012 Verkäufe: + 100.000   |
| 2024 | Duets                                                                            | DE59 (1 Wo.)DE | AT21 (5 Wo.)AT | CH17 (7 Wo.)CH | UK14 (2 Wo.)UK | US24 (2 Wo.)US | IT51 (5 Wo.)IT | Erstveröffentlichung: 25. Oktober 2024 Verkäufe: + 20.000    |

### Weihnachtsalben
| Jahr | Titel Musiklabel                                            | Höchstplatzierung, Gesamtwochen, AuszeichnungChartplatzierungen (Jahr, Titel, Musiklabel, Platzierungen, Wochen, Auszeichnungen, Anmerkungen) | Höchstplatzierung, Gesamtwochen, AuszeichnungChartplatzierungen (Jahr, Titel, Musiklabel, Platzierungen, Wochen, Auszeichnungen, Anmerkungen) | Höchstplatzierung, Gesamtwochen, AuszeichnungChartplatzierungen (Jahr, Titel, Musiklabel, Platzierungen, Wochen, Auszeichnungen, Anmerkungen) | Höchstplatzierung, Gesamtwochen, AuszeichnungChartplatzierungen (Jahr, Titel, Musiklabel, Platzierungen, Wochen, Auszeichnungen, Anmerkungen) | Höchstplatzierung, Gesamtwochen, AuszeichnungChartplatzierungen (Jahr, Titel, Musiklabel, Platzierungen, Wochen, Auszeichnungen, Anmerkungen) | Höchstplatzierung, Gesamtwochen, AuszeichnungChartplatzierungen (Jahr, Titel, Musiklabel, Platzierungen, Wochen, Auszeichnungen, Anmerkungen) | Anmerkungen                                                                              |
| Jahr | Titel Musiklabel                                            | DE | AT | CH | UK | US | IT | Anmerkungen                                                                              |
| ---- | ----------------------------------------------------------- | --- | --- | --- | --- | --- | --- | ---------------------------------------------------------------------------------------- |
| 2009 | My Christmas auch bekannt als: Mi Navidad Sugar Music (UMG) | DE42 (5 Wo.)DE | AT11 (6 Wo.)AT | CH6 Gold · (9 Wo.)CH | UK18 Gold · (4 Wo.)UK | US2 ×2Doppelplatin (My Christmas) + Gold (Mi Navidad, Latin) · (52 Wo.)US                                                                     | IT1 ×4Vierfachplatin · (44 Wo.)IT | Erstveröffentlichung: 20. November 2009 Verkäufe: + 4.210.000                            |
| 2022 | A Family Christmas                                          | DE48 (5 Wo.)DE | AT11 (9 Wo.)AT | CH13 (15 Wo.)CH | UK4 Silber · (11 Wo.)UK | US22 (5 Wo.)US | IT10 (5 Wo.)IT | Erstveröffentlichung: 21. Oktober 2022 Verkäufe: + 80.000; mit Matteo & Virginia Bocelli |

## Singles

### Als Leadmusiker
| Jahr | Titel Album                                  | Höchstplatzierung, Gesamtwochen, AuszeichnungChartplatzierungen (Jahr, Titel, Album, Platzierungen, Wochen, Auszeichnungen, Anmerkungen) | Höchstplatzierung, Gesamtwochen, AuszeichnungChartplatzierungen (Jahr, Titel, Album, Platzierungen, Wochen, Auszeichnungen, Anmerkungen) | Höchstplatzierung, Gesamtwochen, AuszeichnungChartplatzierungen (Jahr, Titel, Album, Platzierungen, Wochen, Auszeichnungen, Anmerkungen) | Höchstplatzierung, Gesamtwochen, AuszeichnungChartplatzierungen (Jahr, Titel, Album, Platzierungen, Wochen, Auszeichnungen, Anmerkungen) | Höchstplatzierung, Gesamtwochen, AuszeichnungChartplatzierungen (Jahr, Titel, Album, Platzierungen, Wochen, Auszeichnungen, Anmerkungen) | Höchstplatzierung, Gesamtwochen, AuszeichnungChartplatzierungen (Jahr, Titel, Album, Platzierungen, Wochen, Auszeichnungen, Anmerkungen) | Anmerkungen |
| Jahr | Titel Album                                  | DE | AT | CH | UK | US | IT | Anmerkungen |
| ---- | -------------------------------------------- | --- | --- | --- | --- | --- | --- | --- |
| 1995 | Vivo per lei / * Ich lebe für sie Bocelli    | DE45 (9 Wo.)DE | AT22 (10 Wo.)AT | CH1 (26 Wo.)CH | — | — | IT24 Gold · (1 Wo.)IT | Erstveröffentlichung: 1995; mit Giorgia * Erstveröffentlichung: 24. März 1997; mit Judy Weiss Verkäufe: + 605.000 |
| 1996 | Con te partirò / Time to Say Goodbye Bocelli | DE1 ×11Elffachgold · (48 Wo.)DE | AT1 Platin · (33 Wo.)AT | CH1 ×2Doppelplatin · (38 Wo.)CH | UK2 Platin · (14 Wo.)UK | — | — | Erstveröffentlichung: 15. November 1996 Verkäufe: + 3.840.000; mit Sarah Brightman                                |
| 1999 | Canto della terra Sogno                      | — | — | — | UK24 (9 Wo.)UK | — | — | Erstveröffentlichung: 22. März 1999                                                                               |
| 1999 | Ave Maria Arie Sacre                         | — | — | — | UK65 (1 Wo.)UK | — | — | Erstveröffentlichung: 4. Dezember 1999                                                                            |
| 2001 | Melodramma Cieli di Toscana                  | DE95 (3 Wo.)DE | — | CH77 (2 Wo.)CH | — | — | — | Erstveröffentlichung: 15. Oktober 2001                                                                            |
| 2006 | Ama, credi e vai –                           | — | — | — | — | — | IT11 (4 Wo.)IT | Erstveröffentlichung: 15. Februar 2006 mit Gianna Nannini                                                         |
| 2007 | Con te partirò Bocelli                       | — | — | — | UK69 Silber · (4 Wo.)UK | — | IT— GoldIT | Erstveröffentlichung: 20. Oktober 2007 Verkäufe: + 210.000                                                        |
| 2008 | Dare to Live (Vivere) Vivere – The Best Of   | — | — | — | — | — | IT17 (1 Wo.)IT | Erstveröffentlichung: 31. Januar 2008 mit Laura Pausini                                                           |
| 2010 | Bridge over Troubled Water –                 | — | — | — | — | US75 (1 Wo.)US | — | Erstveröffentlichung: 6. Februar 2010 mit Mary J. Blige                                                           |
| 2017 | Perfect Symphony –                           | — | AT26 (2 Wo.)AT | — | — | — | — | Erstveröffentlichung: 15. Dezember 2017 mit Ed Sheeran                                                            |

Weitere Singles
- 1994: Il Mare Calmo della Sera
- 1995: Macchine da Guerra
- 1995: Per amore
- 1996: Vivo por ella (mit Marta Sánchez)
- 1997: Musica è (mit Eros Ramazzotti)
- 1997: Je vis pour elle (mit Hélène Ségara)
- 1999: The Prayer (mit Céline Dion)
- 2001: Mille Lune Mille Onde
- 2001: L’abitudine (mit Helena Hellwig)
- 2004: Dell’amore non si sa
- 2004: Un nuovo giorno
- 2006: Mi manchi (mit Kenny G)
- 2006: Somos Novios (mit Christina Aguilera)
- 2006: Because We Believe (mit Marco Borsato)
- 2008: Vive Ya (mit Laura Pausini)
- 2009: God Bless Us Everyone (aus dem Soundtrack von A Christmas Carol)
- 2009: White Christmas / Bianco Natale
- 2009: What Child Is This (mit Mary J. Blige)
- 2013: Quizás, quizás, quizás (feat. Jennifer Lopez)
- 2019: Return to Love (feat. Ellie Goulding)
- 2025: Je vis pour elle (feat. Kendji Girac)

## Videoalben und Musikvideos

### Videoalben
| Jahr | Titel                               | Höchstplatzierung, Gesamtwochen, AuszeichnungChartplatzierungen (Jahr, Titel, Platzierungen, Wochen, Auszeichnungen, Anmerkungen) | Höchstplatzierung, Gesamtwochen, AuszeichnungChartplatzierungen (Jahr, Titel, Platzierungen, Wochen, Auszeichnungen, Anmerkungen) | Höchstplatzierung, Gesamtwochen, AuszeichnungChartplatzierungen (Jahr, Titel, Platzierungen, Wochen, Auszeichnungen, Anmerkungen) | Höchstplatzierung, Gesamtwochen, AuszeichnungChartplatzierungen (Jahr, Titel, Platzierungen, Wochen, Auszeichnungen, Anmerkungen) | Höchstplatzierung, Gesamtwochen, AuszeichnungChartplatzierungen (Jahr, Titel, Platzierungen, Wochen, Auszeichnungen, Anmerkungen) | Höchstplatzierung, Gesamtwochen, AuszeichnungChartplatzierungen (Jahr, Titel, Platzierungen, Wochen, Auszeichnungen, Anmerkungen) | Anmerkungen                                                |
| Jahr | Titel                               | DE | AT | CH | UK | US | IT | Anmerkungen                                                |
| ---- | ----------------------------------- | --- | --- | --- | --- | --- | --- | ---------------------------------------------------------- |
| 1998 | A Night in Tuscany                  | — | — | — | UK15 (41 Wo.)UK | — | — | Erstveröffentlichung: 1998 Verkäufe: + 325.000             |
| 1999 | Arie Sacre                          | — | — | — | UK38 (5 Wo.)UK | — | — | Erstveröffentlichung: 1999 Verkäufe: + 60.000              |
| 2001 | Tuscan Skies (Cieli di Toscana)     | — | — | — | UK34 (3 Wo.)UK | — | — | Erstveröffentlichung: 2001                                 |
| 2006 | Under the Desert Sky                | — | — | — | UK17 (17 Wo.)UK | — | — | Erstveröffentlichung: 2006 Verkäufe: + 113.000             |
| 2009 | My Christmas Special                | — | — | — | UK23 (3 Wo.)UK | — | — | Erstveröffentlichung: 2009                                 |
| 2011 | Concerto: One Night in Central Park | — | — | — | UK7 (36 Wo.)UK | — | — | Erstveröffentlichung: 11. November 2011 Verkäufe: + 55.000 |
| 2023 | Cinema                              | — | — | — | UK35 (1 Wo.)UK | — | — | Erstveröffentlichung: 2023                                 |

Weitere Videoalben
- 2006: Credo: John Paul II (Verkäufe: + 8.000)
- 2008: Vivere: Live From Tuscany (Verkäufe: + 318.000)
- 2008: Incanto – The Documentary

### Musikvideos
| Jahr | Titel                                  | Regie            |
| ---- | -------------------------------------- | ---------------- |
| 1995 | Il Mare Calmo della Sera               | Fernando Garcia  |
| 1995 | Con te partirò                         | Fernando Garcia  |
| 1995 | Per amore                              | Fernando Garcia  |
| 1996 | Vivo por ella (Portugiesische Version) | Marcello Bloisi  |
| 1996 | Vivo por ella (Spanische Version)      |                  |
| 1996 | Time to Say Goodbye                    |                  |
| 1997 | Ich lebe für sie                       |                  |
| 1997 | Je vis pour elle                       |                  |
| 1999 | Canto della Terra                      |                  |
| 1999 | ’O Mare E Tu                           |                  |
| 1999 | Tremo E T’Amo                          |                  |
| 2001 | Melodramma                             | Larry Weinstein  |
| 2001 | Il Mistero Dell’Amore                  | Larry Weinstein  |
| 2001 | L’Incontro                             | Larry Weinstein  |
| 2001 | L’Ultimo Re                            | Larry Weinstein  |
| 2001 | L’Abitudine                            | Larry Weinstein  |
| 2001 | Resta Qui                              | Larry Weinstein  |
| 2001 | Mille Lune Mille Onde                  | Larry Weinstein  |
| 2001 | Mascagni                               | Larry Weinstein  |
| 2001 | Tornera la Neve                        | Larry Weinstein  |
| 2001 | E Sara’ a Settembre                    | Larry Weinstein  |
| 2001 | E Mi Manchi Tu                         | Larry Weinstein  |
| 2004 | Dell’amore non si sa                   |                  |
| 2004 | Un Nuovo Giorno                        |                  |
| 2006 | Mi Manchi                              |                  |
| 2008 | Dare to Live (Vivere)                  | Beniamino Catena |

## Statistik

### Chartauswertung
|                     | DE     | AT     | CH     | UK     | US     | IT     |
| ------------------- | ------ | ------ | ------ | ------ | ------ | ------ |
| Nummer-eins-Alben   | DE1DE  | AT1AT  | CH3CH  | UK1UK  | US1US  | IT3IT  |
| Top-10-Alben        | DE7DE  | AT9AT  | CH9CH  | UK12UK | US8US  | IT12IT |
| Alben in den Charts | DE20DE | AT20AT | CH20CH | UK21UK | US19US | IT18IT |

|                       | DE    | AT    | CH    | UK    | US    | IT    |
| --------------------- | ----- | ----- | ----- | ----- | ----- | ----- |
| Nummer-eins-Singles   | DE1DE | AT1AT | CH2CH | UK—UK | US—US | IT—IT |
| Top-10-Singles        | DE1DE | AT1AT | CH2CH | UK1UK | US—US | IT—IT |
| Singles in den Charts | DE3DE | AT3AT | CH3CH | UK4UK | US1US | IT3IT |

|                          | DE    | AT    | CH    | UK    | US    | IT    |
| ------------------------ | ----- | ----- | ----- | ----- | ----- | ----- |
| Nummer-eins-Videoalben   | DE—DE | AT—AT | CH—CH | UK—UK | US—US | IT—IT |
| Top-10-Videoalben        | DE—DE | AT—AT | CH—CH | UK1UK | US—US | IT—IT |
| Videoalben in den Charts | DE—DE | AT—AT | CH—CH | UK7UK | US—US | IT—IT |

### Auszeichnungen für Musikverkäufe
| Land/RegionAuszeichnungen für Musikverkäufe (Land/Region, Auszeichnungen, Verkäufe, Quellen) | Silber     | Gold         | Platin         | Diamant     | Verkäufe     | Quellen |
| -------------------------------------------------------------------------------------------- | ---------- | ------------ | -------------- | ----------- | ------------ | --- |
| Argentinien (CAPIF)                                                                          | —          | 2× Gold2     | 9× Platin9     | —           | 528.000      | capif.org.ar (Memento vom 6. Juli 2011 im Internet Archive) AR2 (Memento vom 31. Mai 2011 im Internet Archive) |
| Australien (ARIA)                                                                            | —          | 5× Gold5     | 16× Platin16   | —           | 1.212.500    | aria.com.au |
| Belgien (BRMA)                                                                               | —          | 4× Gold4     | 14× Platin14   | —           | 790.000      | ultratop.be |
| Brasilien (PMB)                                                                              | —          | 5× Gold5     | 4× Platin4     | 3× Diamant3 | 780.000      | pro-musicabr.org.br                                                                                            |
| Dänemark (IFPI)                                                                              | —          | 4× Gold4     | 3× Platin3     | —           | 140.000      | ifpi.dk |
| Deutschland (BVMI)                                                                           | —          | 6× Gold6     | 10× Platin10   | —           | 6.250.000    | musikindustrie.de                                                                                              |
| Europa (IFPI)                                                                                | —          | —            | 17× Platin17   | —           | (17.000.000) | ifpi.org (Memento vom 1. Januar 2014 im Internet Archive)                                                      |
| Europa (Impala)                                                                              | 2× Silber2 | —            | 10× Platin10   | —           | (4.040.000)  | Einzelnachweise                                                                                                |
| Finnland (IFPI)                                                                              | —          | 4× Gold4     | Platin1        | —           | 159.023      | ifpi.fi |
| Frankreich (SNEP)                                                                            | —          | 7× Gold7     | 3× Platin3     | Diamant1    | 2.050.000    | infodisc.fr |
| Golf-Kooperationsrat (IFPI)                                                                  | —          | Gold1        | —              | —           | 3.000        | ifpi.org |
| Griechenland (IFPI)                                                                          | —          | 5× Gold5     | —              | —           | 45.000       | Einzelnachweise                                                                                                |
| Irland (IRMA)                                                                                | —          | Gold1        | 5× Platin5     | —           | 82.500       | irishcharts.ie                                                                                                 |
| Italien (FIMI)                                                                               | —          | 5× Gold5     | 7× Platin7     | —           | 540.000      | fimi.it |
| Kanada (MC)                                                                                  | —          | 3× Gold3     | 23× Platin23   | Diamant1    | 3.220.000    | musiccanada.com                                                                                                |
| Kolumbien (ASINCOL)                                                                          | —          | Gold1        | —              | —           | 5.000        | Einzelnachweise                                                                                                |
| Mexiko (AMPROFON)                                                                            | —          | Gold1        | 2× Platin2     | —           | 425.000      | amprofon.com.mx                                                                                                |
| Neuseeland (RMNZ)                                                                            | —          | 8× Gold8     | 16× Platin16   | —           | 317.500      | aotearoamusiccharts.co.nz NZ2                                                                                  |
| Niederlande (NVPI)                                                                           | —          | 4× Gold4     | 18× Platin18   | —           | 1.330.000    | nvpi.nl |
| Norwegen (IFPI)                                                                              | —          | 7× Gold7     | 12× Platin12   | —           | 485.000      | ifpi.no |
| Österreich (IFPI)                                                                            | —          | 6× Gold6     | 3× Platin3     | —           | 245.000      | ifpi.at |
| Polen (ZPAV)                                                                                 | —          | 5× Gold5     | 16× Platin16   | —           | 600.000      | olis.pl |
| Portugal (AFP)                                                                               | —          | 3× Gold3     | 8× Platin8     | —           | 263.500      | Einzelnachweise                                                                                                |
| Russland (NFPF)                                                                              | —          | Gold1        | Platin1        | —           | 30.000       | 2m-online.ru                                                                                                   |
| Schweden (IFPI)                                                                              | —          | 4× Gold4     | 2× Platin2     | —           | 1.290.000    | sverigetopplistan.se                                                                                           |
| Schweiz (IFPI)                                                                               | —          | 6× Gold6     | 20× Platin20   | —           | 1.025.000    | hitparade.ch                                                                                                   |
| Spanien (Promusicae)                                                                         | —          | 4× Gold4     | 5× Platin5     | —           | 670.000      | elportaldemusica.es ES2                                                                                        |
| Tschechien (IFPI)                                                                            | —          | —            | 6× Platin6     | —           | 182.000      | Einzelnachweise                                                                                                |
| Ungarn (MAHASZ)                                                                              | —          | 3× Gold3     | 11× Platin11   | —           | 138.000      | slagerlistak.hu                                                                                                |
| Vereinigte Staaten (RIAA)                                                                    | —          | 7× Gold7     | 19× Platin19   | —           | 19.900.000   | riaa.com |
| Vereinigtes Königreich (BPI)                                                                 | 5× Silber5 | 12× Gold12   | 12× Platin12   | —           | 4.980.000    | bpi.co.uk |
| Insgesamt                                                                                    | 7× Silber7 | 124× Gold124 | 273× Platin273 | 5× Diamant5 |              | |